# Harald Kujat

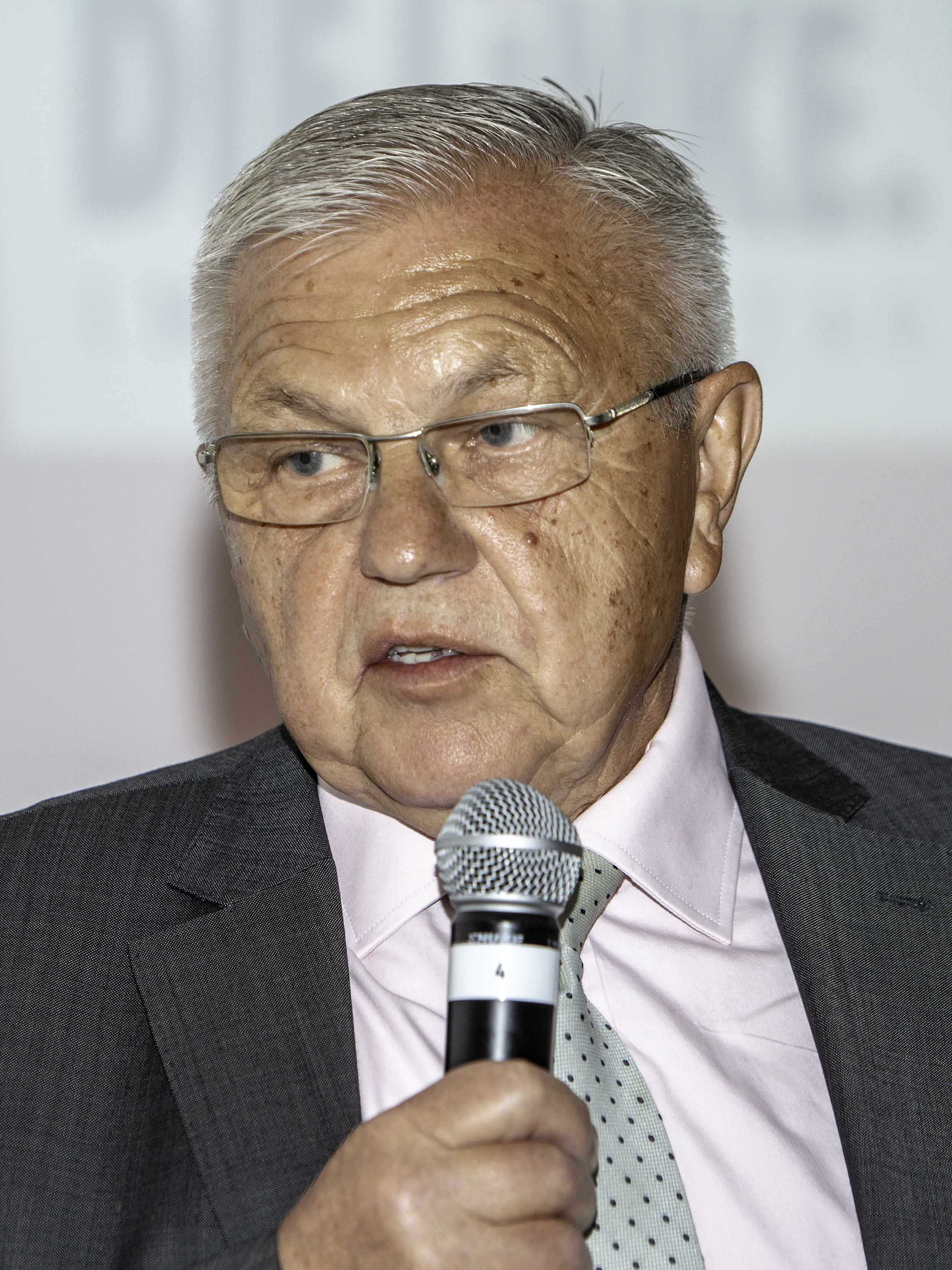
Harald Kujat (2018)

Harald Kujat (* 1. März 1942 in Ninino im Reichsgau Wartheland) ist ein deutscher General a. D. der Luftwaffe. Er war von 2000 bis 2002 als 13. Generalinspekteur der Bundeswehr der ranghöchste Offizier der Bundeswehr und von 2002 bis 2005 Vorsitzender des NATO-Militärausschusses und damit auch des NATO-Russland-Rats.
Einer breiteren Öffentlichkeit ist er auch durch seine Beiträge zu sicherheitspolitischen und außenpolitischen Fragen bekannt, vor allem zum Verhältnis Deutschlands und der NATO zu Russland.

## Leben
Kujat, Sohn eines Landwirts, der als Wehrmachtssoldat im Zweiten Weltkrieg fiel, wuchs nach Kriegsende gemeinsam mit seinen drei Geschwistern in der Nähe von Hannover auf. Er ging in Kiel zur Schule. Nach seinem Abitur an einer Abendschule begann er 1959 eine Ausbildung bei der Luftwaffe.

### Militärische Laufbahn

#### Ausbildung und erste Verwendungen
Am 29. Oktober 1965 wurde Kujat zum Leutnant ernannt. Er absolvierte die vorfliegerische Ausbildung und wurde Ausbilder für Unteroffiziere, war Zugführer und stellvertretender Kompaniechef sowie Personaloffizier (S 1). Während dieser Zeit wurde er im April 1968 zum Oberleutnant und im Januar 1971 zum Hauptmann befördert.

#### Dienst als Stabsoffizier
Von 1972 bis 1975 war Kujat Ordonnanzoffizier beim Bundesminister der Verteidigung Georg Leber, SPD, in Bonn. 1974 wurde er zum Major ernannt. Von 1975 bis 1977 absolvierte er den 20. Generalstabslehrgang der Luftwaffe an der Führungsakademie der Bundeswehr in Hamburg und diente ab 1977 als Adjutant bei Bundesverteidigungsminister Hans Apel in Bonn. Im selben Jahr wurde Kujat Dezernatsleiter (A 3a) Luftwaffenunterstützungsgruppenkommando Nord in Münster. Von 1978 bis 1980 war er Referent (Operative Grundlagen Luftstreitkräfte) im Führungsstab der Streitkräfte (FüS) des Bundesministeriums der Verteidigung in Bonn. Am 1. April 1979 wurde er dann zum Oberstleutnant befördert. Eine weitere Verwendung in Bonn war als Referent für Sicherheitspolitik und Strategie im Bundeskanzleramt. 1985 übernahm er wieder ein Truppenkommando als Kommandeur des II. Bataillons des Luftwaffenausbildungsregiments 1 in Appen.
1988 absolvierte Kujat den 72. Kurs des NATO Defense College in Rom, Italien. Er wurde im Oktober 1988 zum Oberst befördert. 1989 wurde Kujat zum Dezernatsleiter (NATO-Truppenplanungen, Luftstreitkräfte) beim Deutschen Militärischen Vertreter beim NATO-Militärausschuss in Brüssel ernannt. Nach einem Jahr wurde er 1990 Referatsleiter im Führungsstab der Streitkräfte in Bonn, zuständig für nukleare und weltweite Rüstungskontrolle.

#### Dienst im Generalsrang
Von 1992 bis 1995, am 20. September 1992 zum Brigadegeneral ernannt, übernahm Kujat den Posten des Chefs des Stabes und Stellvertreters des Deutschen Militärischen Vertreters im Militärausschuss der NATO in Brüssel, zu dieser Zeit Generalleutnant Jörn Söder.
Zurück in Deutschland, wurde Kujat am 1. April 1995 zum Generalmajor befördert und übernahm den Posten des Stabsabteilungsleiters III für Militärpolitik im Führungsstab der Streitkräfte im Verteidigungsministerium. Im Anschluss daran wurde er 1996 Leiter des IFOR-Koordinationszentrums (ICC) im NATO-Hauptquartier (SHAPE) in Mons, Belgien. Im Oktober 1996 wurde er schließlich stellvertretender Direktor im Internationalen Militärstab (IMS) der NATO in Brüssel.

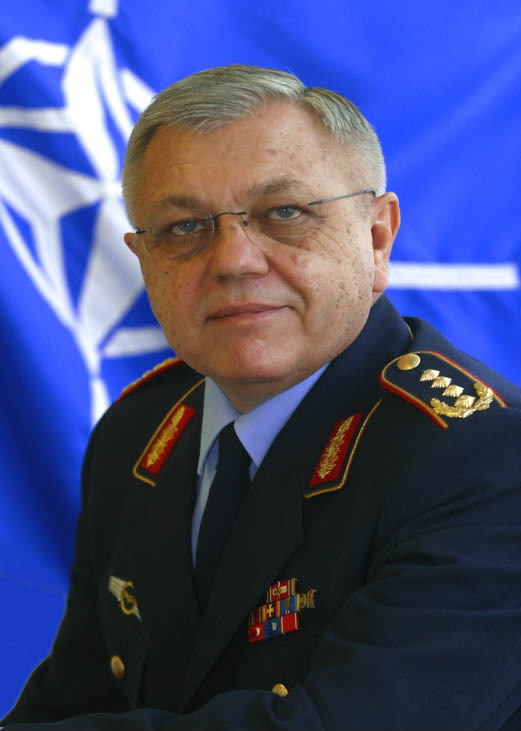
Harald Kujat (2003)

Am 10. November 1998 wurde Kujat zum Generalleutnant befördert und von Verteidigungsminister Rudolf Scharping (SPD) im Januar 1999 zum Leiter des Planungsstabs des Bundesministers der Verteidigung ernannt. In dieser Funktion beriet er den Minister in allen Fragen der langfristigen militärischen und verteidigungspolitischen Grundlagenplanung. In dieser Position gab er Anlass zur Diskussion, da ihm innerhalb der Bundeswehr vorgeworfen wurde, der Planungsstab sei das „Küchenkabinett“ von Rudolf Scharping und werde dazu benutzt, wichtige Planungen (insbesondere in Bezug auf die Wehrpflicht und die zukünftige Gestaltung der Bundeswehr) an der eigentlichen militärischen Führungsspitze vorbei durchzuführen und den Generalinspekteur damit zu demontieren. Nach dem Rücktritt des Generalinspekteurs Hans-Peter von Kirchbach wurde Kujat am 1. Juni 2000 selbst zum Generalinspekteur der Bundeswehr und damit zum höchstrangigen deutschen Soldaten berufen. Im November 2001 einigte sich der Militärausschuss der NATO in Brüssel auf Kujat als Vorsitzenden mit Wirkung zum Juli 2002. Als Vorsitzender des NATO-Militärausschusses stand Kujat auch dem NATO-Russland-Rat vor.
Am 16. Juni 2005 wurde er schließlich in Berlin mit einem Großen Zapfenstreich von Verteidigungsminister Struck in den Ruhestand verabschiedet.

### Thinktank Dialogue of Civilizations
Nach Medienberichten und Selbstdarstellung des Instituts war Kujat mindestens im Gründungsjahr 2016 Aufsichtsratsmitglied des als kremlnah eingestuften Thinktanks Dialogue of Civilizations Research Institute, der von Wladimir Jakunin und seiner Frau geleitet wird. Jakunin gilt als Freund des russischen Präsidenten Wladimir Putin. Auf der Eröffnungsfeier im Juli 2016 begrüßte Kujat die Gründung des Instituts als Beitrag zur „Meinungsvielfalt“ und formulierte die Hoffnung, „dass die demokratisch-pluralistische Gesellschaft das Institut nicht von vornherein als Propaganda-Coup abtut“. Zur Mitgliedschaft im Aufsichtsrat des Instituts erklärte Kujat im Oktober 2016 gegenüber der Bild-Zeitung, er habe „das Angebot, mit anderen die Aufsicht über diese Vorhaben zu übernehmen, angenommen, um die Dinge aus der Nähe verfolgen und – falls erforderlich – den Kurs beeinflussen zu können“. Am 26. Februar 2022 stellte Kujat in einem Interview zum laufenden russischen Überfall auf die Ukraine fest, er „gehöre diesem Institut nicht an“. Auch im Juli 2024 dementierte er die erneute Frage Marco Seligers nach der Zugehörigkeit.

## Mitgliedschaften und Funktionen
Seit seiner Pensionierung tritt Kujat als Kritiker und Experte für Sicherheitspolitik in der Öffentlichkeit auf und war bis 2022 häufig in den öffentlich-rechtlichen Medien zu Gast. Er war Vorsitzender des Beirats des Network Centric Operations Industry Consortium (Stand Mitte 2016) und ist Präsidiumsmitglied der Nichtregierungsorganisation Internationaler Wirtschaftssenat.
Ab Sommer 2019 war Kujat für ein Jahr bis zu seinem Rücktritt Aufsichtsratsvorsitzender des Rüstungsunternehmens Heckler & Koch.

## Orden und Ehrenzeichen (Auswahl)

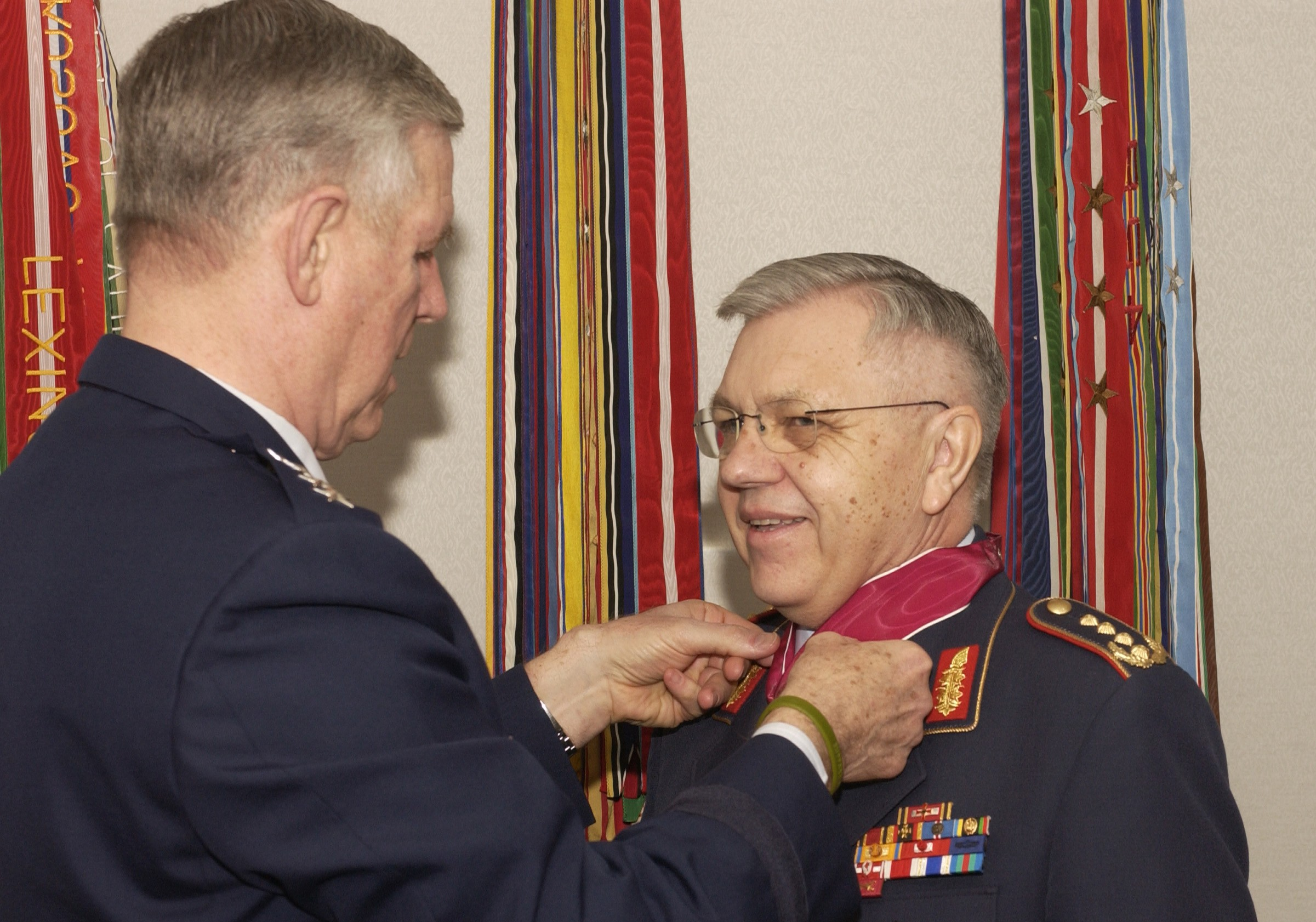
Harald Kujat wird durch Richard Myers mit dem Orden Legion of Merit ausgezeichnet.

- Medaille des Senats der Hansestadt Hamburg für den Einsatz während der Flutkatastrophe in der Hansestadt (1962)
- Großes Bundesverdienstkreuz
- Ehrenkreuz der Bundeswehr in Gold
- Verdienstmedaille des Hamburger Senats
- Kommandeur-Kreuz der französischen Ehrenlegion
- NATO Meritorious Service Medal
- Legion of Merit (Kommandeur, USA)

Darüber hinaus erhielt Kujat hohe Auszeichnungen aus Belgien, Malta, Polen, Russland und Ungarn.

## Politische Positionen

### NATO und Russisch-Ukrainischer Krieg
Nach Meinung Kujats versagte die NATO in der Ukraine-Krise 2013/14, die den Beginn des Russisch-Ukrainischen Krieges markierte, und leistete vor der Krim-Krise „überhaupt keinen Beitrag zur Deeskalation.“ „Die NATO hätte von Anfang an mit Russland verhandeln müssen, denn sie hat eine strategische Partnerschaft mit Russland“, äußerte er. Nach dem Grundlagenvertrag hätte der NATO-Russland-Rat einberufen werden müssen. In Moskau gebe es große Bereitschaft für Verhandlungen. Diese könnten ein Erfolg werden, wenn der Westen klarstelle, dass die Ukraine kein NATO-Mitglied werde. Im Jahre 2016 wurde er in den Aufsichtsrat eines vom Oligarchen Wladimir Jakunin in Berlin gegründeten Forschungsinstituts berufen.

### Afghanistan
Kujat hielt nach der vorübergehenden Eroberung von Kundus durch die Taliban im Oktober 2015 den weiteren Einsatz von NATO-Truppen für unabdingbar. „Nur ein erneuter massiver Kampfeinsatz der NATO könnte die Situation bereinigen“, sagte Kujat den Zeitungen der Funke Mediengruppe. Dazu sei die internationale Staatengemeinschaft aber nicht bereit. „Es zeichnet sich ab, dass es nur eine Frage der Zeit ist, bis die Taliban die Macht im Land übernehmen.“

### Syrienkonflikt
Kujat lobte im Gegensatz zu den meisten Mediendarstellungen Russlands Militäreinsatz 2015 und 2016 in Syrien: Bis September 2015 habe in Syrien Stillstand geherrscht. Weder die USA noch Europa hätten eine Strategie für ein friedliches Syrien gehabt. Sie seien auch nicht bereit gewesen, sich massiv zu engagieren. „Die Russen haben es gemacht und damit ein Fenster für eine politische Lösung aufgestoßen.“
Kujat behauptete, ohne Russlands Eingreifen „wäre Syrien kollabiert und der IS hätte das Land übernommen“. Das nächste Ziel wäre laut Kujat der Libanon gewesen und das übernächste Israel. „Das hätte weitreichende Folgen auch für uns gehabt.“ Kujat verteidigte auch die vom Westen verurteilten massiven Luftangriffe auf Aleppo im Januar und Februar 2016 als notwendigen Teil einer Strategie gegen den IS: „Putins Ziel lautet, den Vormarsch der syrischen Truppen in Richtung IS-Gebiet zu unterstützen. Aleppo ist auf diesem Weg bisher wie ein Sperrriegel gewesen, weil die Stadt von der syrischen Opposition gehalten wurde.“
Die Bundesregierung (Kabinett Merkel III) reagierte irritiert auf Kujats Darstellung.
Kujat behauptete am 9. Oktober 2016 in der Fernsehsendung Anne Will, die Al-Nusra-Front sei eine Verbündete der USA. Dafür soll er sich, auf diesbezügliche Nachfrage der Bild-Zeitung, nach deren Darstellung unter anderem bezogen haben auf Jürgen Todenhöfer, der in einem Interview eine solche Aussage verbreitet hatte.
Der frühere US-Botschafter in Deutschland John Kornblum nannte Kujat nach diesem Auftritt einen „Sowjet-General“. Jörg Himmelreich kommentierte im Juli 2016, dass Kujat „die  russische Syrien-Militärintervention als Beitrag zum Frieden in Syrien“ rühmte, sei „natürlich vorzüglich dazu geeignet, sich jetzt für einen Aufsichtsratsposten in Jakunins Hauptquartier in Berlin zu qualifizieren“.

### NATO-Russland-Rat
Vor der bisher letzten Sitzung des NATO-Russland-Rats am 12. Januar 2022 forderte Kujat die NATO auf, die Verhandlungen aus einer „Position der Stärke“ heraus zu führen. Seiner Einschätzung nach habe „die amerikanische Unterstützung der Ukraine und die Osterweiterung der NATO“ Russlands Sicherheitslage zum Nachteil verändert. Ein Angriff auf die Ukraine sei nicht das Ziel Russlands, weil es dieses Ziel schon längst realisiert hätte. „Doch das geschah nicht – man kann also davon ausgehen, dass solch ein Angriff nie geplant war.“ Der NATO-Russland-Rat solle reaktiviert werden, um einen Kompromiss für eine neue Sicherheitsarchitektur in Europa zu finden. Die Ukraine solle neutral sein und ihren Regionen mehr Autonomie geben.

### Überfall Russlands auf die Ukraine 2022
Nach dem völkerrechtswidrigen Angriff Russlands auf die Ukraine äußerte Kujat Ende Februar 2022 die Vermutung, Putin sei bereit, Atomwaffen einzusetzen. US-Präsident Joe Biden habe dieses Risiko gesehen, als er den Einsatz von US-Truppen in der Ukraine ausgeschlossen habe. Zugleich sprach sich Kujat dagegen aus, der Ukraine zu diesem Zeitpunkt noch Waffen aus Deutschland zu liefern. „Wenn Deutschland jetzt, in dieser Lage, weiteres Material an die Ukraine liefern will, ist das ziemlich naiv. Wenn Russland den Krieg so wie bisher weiterführt, was ich für sicher halte, kommt dieses Gerät bei den Russen an, nicht mehr bei den Ukrainern.“ Diese Vermutung war falsch: ukrainische Streitkräfte stoppten den russischen Vormarsch; am 2. April endete die Schlacht um Kiew.
Im Juli 2022 schrieb Kujat unter anderem, die Hauptakteure in diesem Krieg seien nicht die Ukraine und Russland, sondern die Vereinigten Staaten und Russland.
In einem Interview mit der Preußischen Allgemeinen Zeitung und in einem Interview mit dem Sender n-tv am 12. Oktober 2022 äußerte er, Putin habe in seiner Rede zur Teilmobilmachung auf einen sehr wichtigen Punkt hingewiesen, der in den Übersetzungen deutscher Medien nicht vorkomme, nämlich dass es bereits Anfang April eine Vereinbarung zwischen der Ukraine und Russland über ein Ende der Kampfhandlungen und eine Friedenslösung gegeben habe. Diese Vereinbarung beinhalte, dass sich Russland aus allen seit dem 24. Februar 2022 eroberten Gebieten zurückziehe, im Gegenzug die Ukraine auf einen NATO-Beitritt verzichte und dafür Sicherheitsgarantien von mehreren Staaten erhalte. Diese Vereinbarung sei „auf Intervention des Westens“ nicht zustande gekommen. In dem n-tv-Interview wies er auch darauf hin, dass die vom Westen gelieferten Waffen nicht nur russische Soldaten, sondern auch ukrainische Soldaten und ukrainische Zivilisten töten. In einem weiteren Interview am 29. November 2022 präzisierte Kujat, dass „eine greifbare Vereinbarung“ zwischen der Ukraine und Russland, für die bereits ein russischer Vertragsentwurf vorgelegen habe, auf Intervention des damaligen britischen Premierministers Johnson nicht zustande gekommen sei. Dabei unterschlägt Kujat jedoch, dass eine Intervention Johnsons für das Nicht-Zustandekommen einer solchen Vereinbarung völlig unerheblich war. Russland schien zwar für ein Abkommen offen zu sein, sträubte sich aber gegen eine Klausel, die andere Länder verpflichtet hätte, der Ukraine im Falle eines erneuten Angriffs zur Seite zu stehen. Aus den schlechten Erfahrungen der Ukraine mit dem Budapester Memorandum – wo Hilfszusagen beim Bruch des Abkommens ebenfalls nicht eingehalten wurden – war der Ukraine eine Zustimmung de facto nicht möglich, sie hätte sich einem erneuten Angriff Russlands hilflos ausgeliefert.
Im Januar 2023 äußerte Kujat, die Ukraine kämpfe um ihre Freiheit, um ihre Souveränität und um die territoriale Integrität des Landes. Aber die beiden Hauptakteure in diesem Krieg seien Russland und die USA. Die Ukraine kämpfe „auch für die geopolitischen Interessen der USA, denn deren erklärtes Ziel sei es, Russland politisch, wirtschaftlich und militärisch so weit zu schwächen, dass sie sich dem geopolitischen Rivalen zuwenden können, der als einziger in der Lage ist, ihre Vormachtstellung als Weltmacht zu gefährden: China.“ Kujat bezeichnete es als „höchst unmoralisch“, lediglich Waffen zu liefern, die das Blutvergießen verlängern. In diesem Krieg gehe es nicht wie behauptet um „unsere Freiheit“, sondern darum, dass Russland verhindern wolle, „dass der geopolitische Rivale USA eine strategische Überlegenheit gewinnt, die Russlands Sicherheit gefährdet“.
Roderich Kiesewetter äußerte im August 2023, Kujat stelle offen eine „Russland-Romantik“ zur Schau.

### Einschätzung zum Ukraine-Krieg Ende 2023
Kujat äußerte am 5. November 2023 in einem Interview, dass der Angriffskrieg Russlands auf die Ukraine völkerrechtswidrig sei.
Zur Vorgeschichte des Ukraine-Kriegs gehöre aber eine langfristige Entwicklung der internationalen Lage. Der Krieg hätte durch Berücksichtigung russischer Sicherheitsinteressen (a: Verzicht auf NATO-Mitgliedschaft der Ukraine, b: Entwicklung einer Lösung für die große russisch-sprechende Minderheit im Donbass) vermieden werden können. Als Folge des Informationskrieges über die militärische Auseinandersetzung würden diese Themen kaum diskutiert.
Nach Beginn des Krieges seien Versuche einer friedlichen Beilegung durch den Westen gestoppt worden: In Verhandlungen in Istanbul sechs Wochen nach Kriegsbeginn sei sogar ein unterschriftsreifer Entwurf entstanden, der auf Druck vor allem der USA und Englands (Premierminister Johnson reiste dafür am 9. April 2022 in die Ukraine) nicht von der Ukraine unterzeichnet wurde.
Das russische Kriegsziel sei die Konsolidierung seiner zum Staatsgebiet erklärten ukrainischen Provinzen und vermutlich auch die Einnahme von Odessa, nicht aber die Besetzung der Ukraine, um keine zusätzlichen Berührungspunkte mit NATO-Grenzen zu schaffen.
In diesem Krieg werde es keinen Sieger geben: Weder könne die Ukraine ihre Gebiete zurückerobern noch Russland die Erweiterung der NATO durch Finnland und Schweden verhindern – beide Seiten hätten daher ein Interesse an der Lösung des Konflikts. Durch die widrigen Wetterumstände in Herbst und Winter trete eine Phase der „Entschleunigung“ aller Bewegungen an den Fronten ein, die für neue Schritte der Beendigung genutzt werden könnte, aber: „Es gibt die einen, die den Krieg wollen, es gibt die anderen, die den Krieg nicht verhindern wollen, und es gibt diejenigen, die den Krieg nicht verhindern können.“
Strategische Geländegewinne der ukrainischen Armee, insbesondere die Abschneidung der Krim vom Festland (die Krim sei eine wichtige logistische Drehscheibe), seien in der Sommeroffensive nicht erreicht worden. Die Verluste der ukrainischen Offensive gegen die tiefgestaffelte russische Verteidigung seien gewaltig und hätten wegen ihrer relativ geringeren Ressourcen eine größere Bedeutung. Aus ihrer Verzweiflung heraus fordere nun die Ukraine neue Waffen, um Russland in der Tiefe des Raums anzugreifen. Das bedeute eine neue Stufe der Eskalation, die letzte vor der Forderung nach dem Einsatz von NATO-Soldaten in der Ukraine und damit vor der Verwicklung von NATO-Truppen in die Kämpfe.
Eine besondere Herausforderung für die ukrainische Armee seien Gefechte verbundener Waffen und die russische Luftherrschaft über dem Schlachtfeld. Neben der hohen Zahl an Gefallenen werde die Ukraine noch lange an Verletzungen von Soldaten und Zivilisten und an den raumgreifenden Zerstörungen tragen. Weitere Probleme seien eine sinkende Kampfmoral und eine erhebliche Korruption an wichtigen Stellen der Armee.
Erhard Bühler, pensionierter Generalleutnant des Heeres und ehemaliger Befehlshaber des Allied Joint Forces Command der NATO, bezeichnete viele Aussagen als nicht faktenbasierte Fehleinschätzungen. Er kritisierte, dass Kujat keine belastbaren Quellen oder nachvollziehbare Plausibilitäten nennen könne. Ein vom MDR angefragtes Streitgespräch beider Generäle lehnte Kujat ab. In einem Podcast sagte Bühler am 10. November 2023 zu Kujats Thesen, eine laut Kujat bereitstehende russische Reserve von 350.000 Mann mit Tross sei der westlichen Aufklärung bisher nicht bekannt. Das Verhältnis der ukrainischen und russischen Verluste betrage nach Kujats Schätzung etwa 1:5; die von Kujat genannten Quellen für dessen Schätzungen sind nach Bühlers Meinung nicht belastbar. Für eine schlechte ukrainische Kampfmoral (z. B. das Überlaufen einer ganzen Einheit) habe Kujat nicht einmal eine Quelle genannt. Die russische Armee zeige sich nach anfangs schweren strategischen Fehleinschätzungen zwar als lernfähig, sei aber insgesamt wenig effektiv. Statt einer Beherrschung des Verbunds von Luft-, Land- und Seestreitkräften werde fast immer nach demselben Schema operiert: Nach der Vorbereitung eines Angriffs mit Artillerie folgten mehrere meist sehr verlustreiche Wellen von Infanteristen. Vor allem die hohen Verluste von unteren und mittleren Offizieren nach den anfänglichen Fehlentscheidungen würden die operative Kombination mehrerer Waffensysteme auf Dauer beeinträchtigen.  Am 7. Juni 2024 bezog sich Bühler auf ein Interview Kujats mit der Weltwoche vom 3. Juni 2024. Kujat sei nicht unempathisch und unterkühlt rational, er sehe auch das Recht der Ukraine, russische Ziele anzugreifen. Er stimme mit Kujats Warnung vor den Folgen von Angriffen auf das nukleare Warnsystem Russlands überein und lehne auch die ineffektive Ausbildung von Soldaten durch Ausbilder verschiedener NATO-Staaten in der Ukraine ab. Aber der Ukraine seien Erfolge gelungen, der Beschuss von Charkiv sei zurückgegangen und die Verluste der russischen Seite stellten ihre Erfolge infrage. Ungeheuerlich fand er Kujats in der russischen Propaganda weit verbreitete verschwörungstheoretische Unterstellung gegenüber dem NATO-Partner Ukraine, dieser würde die USA in den Krieg hineinziehen wollen. Er sehe auch nicht die Eskalationsbereitschaft der NATO, die Kujat annehme.
In der Neuen Zürcher Zeitung vom 7. Juli 2024 stellte Marco Seliger in der Überschrift die Frage, ob Kujat sich vom ranghöchsten NATO-Offizier zum „Sowjet-General“ gewandelt habe. Durch seine Aussagen zum Krieg in der Ukraine polarisiere Kujat so sehr, dass es manchmal wirke, so Seliger, als bediene er bewusst Kreml-Narrative. Das Gespräch mit der NZZ habe Kujat abgebrochen, als geäußert wurde, seine wiederholte Behauptung, der Westen habe im Frühjahr 2022 einen Friedensschluss zwischen Wladimir Putin und Wolodimir Selenski verhindert, könne durch Belege widerlegt werden. Seliger erwähnt, dass er über das Interview Kujats mit der Weltwoche habe sprechen wollen. Dort vermittele Kujat den Eindruck, die Ukraine sei an ihrer Lage selbst schuld. In einem „Pamphlet“ vom August 2023, das er mit Horst Teltschik verfasst habe, habe Kujat geschrieben, es gebe keinen Beleg dafür, „dass das politische Ziel der militärischen Spezialoperation die Eroberung und Besetzung der gesamten Ukraine sei und Russland danach einen Angriff auf Nato-Staaten plane.“

## Privates
Kujat ist verheiratet und hat drei Kinder.

## Schriften (Auswahl)
- Europa bewahren. Anmerkungen zur NATO-Strategie. Mit einem Vorwort von Georg Leber. Mittler, Herford 1985, ISBN 3-8132-0211-9.
- mit Ortwin Buchbender, Hartmut Bühl, Karl Heinz Schreiner, Oliver Bruzek: Wörterbuch zur Sicherheitspolitik. 4. vollständig überarbeitete Auflage. Mittler, Hamburg u. a. 2000, ISBN 3-8132-0544-4.